# Liste der Nummer-eins-Hits in den Niederlanden (2002)
Dies ist eine Liste der Nummer-eins-Hits in den Niederlanden im Jahr 2002. Sie basiert auf den Nederlandse Top 40 von Radio 538 (Singles) bzw. den von der GfK ermittelten Dutch Album Top 100 dieses Jahres.
In diesem Jahr gab es 12 Nummer-eins-Singles und 18 Nummer-eins-Alben.

## Singles
| ← 2001 ← | Liste der Nummer-eins-Hits in den Niederlanden | Liste der Nummer-eins-Hits in den Niederlanden | Liste der Nummer-eins-Hits in den Niederlanden | 2003 →                    |
| \| Zeitraum \| Wo. ges. \| Interpret \| Titel Autor(en) \| Zusätzliche Informationen \| \| (Zeitraum, Wochen auf Platz eins, Interpret, Titel, Autor[en], zusätzliche Informationen) \| \| \| \| \| \| ----------------------------------------------------------------------------------------- \| -------- \| --------------------- \| --------------------------------------------------------------------------------------------------------------------------------------------------------- \| ------------------------- \| \| 15. Dezember 2001 – 11. Januar 2002 4 Wochen \| 4 \| Gigi D’Agostino \| L’amour toujours Musik: Luigino di Agostino, Paolo Sandrini, Carlo Montagner; Text: Luigino di Agostino, Diego Maria Leoni \| – \| \| 12. Januar 2002 – 8. Februar 2002 4 Wochen \| 4 \| Marco Borsato & Sita \| Lopen op het water Brett James Cornelius, Thomas Troy Verges, Hillary Lee Lindsey; niederländischer Text: Henri C. G. Han Kooreneef, John O. C. W. Ewbank \| – \| \| 9. Februar 2002 – 21. April 2002 11 Wochen \| 11 \| Shakira \| Whenever, Wherever Shakira Isabel Mebarak, Gloria M. Estefan, Timothy C. Mitchell \| – \| \| 13. April 2002 – 26. April 2002 2 Wochen \| 2 \| Mad’House \| Like a Prayer Madonna L. Ciccone, Patrick Raymond Leonard \| – \| \| 27. April 2002 – 17. Mai 2002 3 Wochen \| 3 \| Billy Crawford \| Trackin’ Nicole Ann Hassman, Adam Anders, Jan Schella, Anders John Barrén \| – \| \| 18. Mai 2002 – 14. Juni 2002 4 Wochen \| 4 \| Brainpower \| Dansplaat Musik: Dennis Rink; Text: Gert-Jan Mulder \| – \| \| 15. Juni 2002 – 28. Juni 2002 2 Wochen \| 2 \| Eminem \| Without Me Anne Jennifer Dudley, Marshall Mathers, Jeffrey Irwin Bass, Malcolm Robert Andrew McLaren, Trevor Charles Horn, Kevin Dean Bell \| – \| \| 29. Juni 2002 – 26. Juli 2002 4 Wochen \| 4 \| Shakira \| Underneath Your Clothes Lester A. Mendez, Shakira Isabel Mebarak \| – \| \| 27. Juli 2002 – 30. August 2002 5 Wochen \| 5 \| Tiziano Ferro \| Perdono Tiziano Ferro \| – \| \| 31. August 2002 – 1. November 2002 9 Wochen \| 9 \| Las Ketchup \| The Ketchup Song (Aserejé) Francisco Manuel Ruiz Gomez \| – \| \| 20. Dezember 2002 – 2. November 2002 45 Wochen \| 45 \| Nelly & Kelly Rowland \| Dilemma Kenneth Gamble, Bunny Sigler, Cornell Haynes, Antoine L. Macon \| – \| \| 21. Dezember 2002 – 10. Januar 2003 3 Wochen \| 3 \| Robbie Williams \| Feel Guy Antony Chambers, Robert Peter Williams \| – \| |                                                |                                                | |                           |
| ← 2001 |                                                |                                                | | → 2003 →                  |
| Zeitraum | Wo. ges.                                       | Interpret                                      | Titel Autor(en) | Zusätzliche Informationen |
| (Zeitraum, Wochen auf Platz eins, Interpret, Titel, Autor[en], zusätzliche Informationen) |                                                |                                                | |                           |
| 15. Dezember 2001 – 11. Januar 2002 4 Wochen | 4                                              | Gigi D’Agostino                                | L’amour toujours Musik: Luigino di Agostino, Paolo Sandrini, Carlo Montagner; Text: Luigino di Agostino, Diego Maria Leoni                                | –                         |
| 12. Januar 2002 – 8. Februar 2002 4 Wochen | 4                                              | Marco Borsato & Sita                           | Lopen op het water Brett James Cornelius, Thomas Troy Verges, Hillary Lee Lindsey; niederländischer Text: Henri C. G. Han Kooreneef, John O. C. W. Ewbank | –                         |
| 9. Februar 2002 – 21. April 2002 11 Wochen | 11                                             | Shakira                                        | Whenever, Wherever Shakira Isabel Mebarak, Gloria M. Estefan, Timothy C. Mitchell                                                                         | –                         |
| 13. April 2002 – 26. April 2002 2 Wochen | 2                                              | Mad’House                                      | Like a Prayer Madonna L. Ciccone, Patrick Raymond Leonard                                                                                                 | –                         |
| 27. April 2002 – 17. Mai 2002 3 Wochen | 3                                              | Billy Crawford                                 | Trackin’ Nicole Ann Hassman, Adam Anders, Jan Schella, Anders John Barrén                                                                                 | –                         |
| 18. Mai 2002 – 14. Juni 2002 4 Wochen | 4                                              | Brainpower                                     | Dansplaat Musik: Dennis Rink; Text: Gert-Jan Mulder | –                         |
| 15. Juni 2002 – 28. Juni 2002 2 Wochen | 2                                              | Eminem                                         | Without Me Anne Jennifer Dudley, Marshall Mathers, Jeffrey Irwin Bass, Malcolm Robert Andrew McLaren, Trevor Charles Horn, Kevin Dean Bell                | –                         |
| 29. Juni 2002 – 26. Juli 2002 4 Wochen | 4                                              | Shakira                                        | Underneath Your Clothes Lester A. Mendez, Shakira Isabel Mebarak                                                                                          | –                         |
| 27. Juli 2002 – 30. August 2002 5 Wochen | 5                                              | Tiziano Ferro                                  | Perdono Tiziano Ferro | –                         |
| 31. August 2002 – 1. November 2002 9 Wochen | 9                                              | Las Ketchup                                    | The Ketchup Song (Aserejé) Francisco Manuel Ruiz Gomez | –                         |
| 20. Dezember 2002 – 2. November 2002 45 Wochen | 45                                             | Nelly & Kelly Rowland                          | Dilemma Kenneth Gamble, Bunny Sigler, Cornell Haynes, Antoine L. Macon                                                                                    | –                         |
| 21. Dezember 2002 – 10. Januar 2003 3 Wochen | 3                                              | Robbie Williams                                | Feel Guy Antony Chambers, Robert Peter Williams | –                         |

## Alben
| ← 2001 ← | Liste der Nummer-eins-Hits in den Niederlanden | Liste der Nummer-eins-Hits in den Niederlanden | Liste der Nummer-eins-Hits in den Niederlanden | 2003 →                    |
| \| Zeitraum \| Wo. ges. \| Interpret \| Titel \| Zusätzliche Informationen \| \| (Zeitraum, Wochen auf Platz eins, Interpret, Titel, zusätzliche Informationen) \| \| \| \| \| \| ------------------------------------------------------------------------------ \| -------- \| ------------------------- \| ------------------------------------ \| ------------------------- \| \| 15. Dezember 2001 – 18. Januar 2002 5 Wochen \| 5 \| Anastacia \| Freak of Nature \| – \| \| 19. Januar 2002 – 15. Februar 2002 4 Wochen \| 4 \| Bløf \| Blauwe ruis \| – \| \| 16. Februar 2002 – 8. März 2002 3 Wochen \| 3 \| Willem-Alexander & Maxima \| De officiele muziek bij het huwelijk \| – \| \| 9. März 2002 – 12. April 2002 5 Wochen \| 5 \| Marco Borsato \| Onderweg \| – \| \| 13. April 2002 – 24. Mai 2002 6 Wochen \| 6 \| Céline Dion \| A New Day Has Come \| – \| \| 25. Mai 2002 – 7. Juni 2002 2 Wochen \| 2 \| Carel Kraayenhof \| Tango Royal \| – \| \| 8. Juni 2002 – 12. Juli 2002 5 Wochen \| 5 \| Eminem \| The Eminem Show \| – \| \| 13. Juli 2002 – 19. Juli 2002 1 Woche \| 1 \| Shakira \| Laundry Service \| – \| \| 20. Juli 2002 – 16. August 2002 4 Wochen (insgesamt 5) \| 5 \| Red Hot Chili Peppers \| By the Way \| – \| \| 17. August 2002 – 23. August 2002 1 Woche \| 1 \| Bruce Springsteen \| The Rising \| – \| \| 24. August 2002 – 30. August 2002 1 Woche (insgesamt 5) \| 5 \| Red Hot Chili Peppers \| By the Way \| – \| \| 31. August 2002 – 6. September 2002 1 Woche \| 1 \| De Dijk \| Muzikanten dansen niet \| – \| \| 7. September 2002 – 20. September 2002 2 Wochen \| 2 \| André Hazes \| Strijdlustig \| – \| \| 21. September 2002 – 18. Oktober 2002 4 Wochen \| 4 \| K3 \| Verliefd \| – \| \| 19. Oktober 2002 – 1. November 2002 2 Wochen \| 2 \| Elvis Presley \| Elvis 30 #1 Hits \| – \| \| 2. November 2002 – 15. November 2002 2 Wochen \| 2 \| Frans Bauer \| Dicht bij jou \| – \| \| 16. November 2002 – 29. November 2002 2 Wochen \| 2 \| U2 \| The Best of 1990–2000 \| – \| \| 30. November 2002 – 13. Dezember 2002 2 Wochen \| 2 \| Acda en De Munnik \| Groeten uit Maaiveld \| – \| \| 14. Dezember 2002 – 7. März 2003 12 Wochen (insgesamt 15) \| 15 \| Robbie Williams \| Escapology \| – \| |                                                |                                                |                                                |                           |
| ← 2001 |                                                |                                                |                                                | → 2003 →                  |
| Zeitraum | Wo. ges.                                       | Interpret                                      | Titel                                          | Zusätzliche Informationen |
| (Zeitraum, Wochen auf Platz eins, Interpret, Titel, zusätzliche Informationen) |                                                |                                                |                                                |                           |
| 15. Dezember 2001 – 18. Januar 2002 5 Wochen | 5                                              | Anastacia                                      | Freak of Nature                                | –                         |
| 19. Januar 2002 – 15. Februar 2002 4 Wochen | 4                                              | Bløf                                           | Blauwe ruis                                    | –                         |
| 16. Februar 2002 – 8. März 2002 3 Wochen | 3                                              | Willem-Alexander & Maxima                      | De officiele muziek bij het huwelijk           | –                         |
| 9. März 2002 – 12. April 2002 5 Wochen | 5                                              | Marco Borsato                                  | Onderweg                                       | –                         |
| 13. April 2002 – 24. Mai 2002 6 Wochen | 6                                              | Céline Dion                                    | A New Day Has Come                             | –                         |
| 25. Mai 2002 – 7. Juni 2002 2 Wochen | 2                                              | Carel Kraayenhof                               | Tango Royal                                    | –                         |
| 8. Juni 2002 – 12. Juli 2002 5 Wochen | 5                                              | Eminem                                         | The Eminem Show                                | –                         |
| 13. Juli 2002 – 19. Juli 2002 1 Woche | 1                                              | Shakira                                        | Laundry Service                                | –                         |
| 20. Juli 2002 – 16. August 2002 4 Wochen (insgesamt 5) | 5                                              | Red Hot Chili Peppers                          | By the Way                                     | –                         |
| 17. August 2002 – 23. August 2002 1 Woche | 1                                              | Bruce Springsteen                              | The Rising                                     | –                         |
| 24. August 2002 – 30. August 2002 1 Woche (insgesamt 5) | 5                                              | Red Hot Chili Peppers                          | By the Way                                     | –                         |
| 31. August 2002 – 6. September 2002 1 Woche | 1                                              | De Dijk                                        | Muzikanten dansen niet                         | –                         |
| 7. September 2002 – 20. September 2002 2 Wochen | 2                                              | André Hazes                                    | Strijdlustig                                   | –                         |
| 21. September 2002 – 18. Oktober 2002 4 Wochen | 4                                              | K3                                             | Verliefd                                       | –                         |
| 19. Oktober 2002 – 1. November 2002 2 Wochen | 2                                              | Elvis Presley                                  | Elvis 30 #1 Hits                               | –                         |
| 2. November 2002 – 15. November 2002 2 Wochen | 2                                              | Frans Bauer                                    | Dicht bij jou                                  | –                         |
| 16. November 2002 – 29. November 2002 2 Wochen | 2                                              | U2                                             | The Best of 1990–2000                          | –                         |
| 30. November 2002 – 13. Dezember 2002 2 Wochen | 2                                              | Acda en De Munnik                              | Groeten uit Maaiveld                           | –                         |
| 14. Dezember 2002 – 7. März 2003 12 Wochen (insgesamt 15) | 15                                             | Robbie Williams                                | Escapology                                     | –                         |

## Jahreshitparaden
| ← 2001 ← | Liste der Nummer-eins-Hits in den Niederlanden | Liste der Nummer-eins-Hits in den Niederlanden | Liste der Nummer-eins-Hits in den Niederlanden | 2003 →   |
| \| Singles \| Position# \| Alben \| \| -------------------------------------------------------------------------------------------------------------------------------------------------------------------------------------------------------------------------------------------------------------------------------------------------------------------------------------------------------------------- \| --------- \| ----------------------------------------- \| \| The Ketchup Song (Aserejé) Las Ketchup Francisco Manuel Ruiz Gomez \| 1 \| Onderweg Marco Borsato \| \| Whenever, Wherever Shakira Shakira Isabel Mebarak, Gloria M. Estefan, Timothy C. Mitchell \| 2 \| Laundry Service Shakira \| \| Désenchantée Kate Ryan Musik: Laurent Pierre Marie Boutonnat; Text: Mylène Jeanne Gautier \| 3 \| Blauwe ruis Bløf \| \| I Need a Girl (Part One) / I Need a Girl (Part Two) P. Diddy feat. Usher & Loon / P. Diddy & Ginuwine feat. Loon, Mario Winans & Tammy Ruggeri Tijuan T. Frampton, Michael Carlos Jones, Eric K. Matlock, Chauncey Lamont Hawkins / Mario Mendell Winans, Sean Puffy Combs, Chauncey Lamont Hawkins, Michael Carlos Jones, Frankie Romano, Taurian Adonis Shropshire \| 4 \| A New Day Has Come Céline Dion \| \| Complicated Avril Lavigne Lauren Christy, David Scott Alspach, Graham Edwards, Avril Ramona Lavigne \| 5 \| Swing When You’re Winning Robbie Williams \| \| The Tide Is High (Get the Feeling) Atomic Kitten John Kenneth Holt, Tyrone Evans, Howard Anthony Barrett, Jeremy Peter Godfrey, Bill Padley \| 6 \| The Eminem Show Eminem \| \| The World’s Greatest R. Kelly Robert Sylvester Kelly \| 7 \| Freak of Nature Anastacia \| \| A Little Less Conversation Elvis Presley vs. JXL Scott Davis, William Everett Strange \| 8 \| Tele-Romeo K3 \| \| A Thousand Miles Vanessa Carlton \| 9 \| Mother Earth Within Temptation \| \| I’m Gonna Be Alright J.Lo Ronald C. La Pread Sr., Cheryl Lorraine Cook, Jennifer Lopez, Mark Cory Rooney, Troy A. Oliver, Guy Anthony O’Brien, Michael Anthony Wright, Clifton Nathaniel Chase, Sylvia Robinson \| 10 \| Verliefd K3 \| |                                                |                                                |                                                |          |
| ← 2001 |                                                |                                                |                                                | → 2003 → |
| Singles | Position#                                      | Alben                                          |                                                |          |
| The Ketchup Song (Aserejé) Las Ketchup Francisco Manuel Ruiz Gomez | 1                                              | Onderweg Marco Borsato                         |                                                |          |
| Whenever, Wherever Shakira Shakira Isabel Mebarak, Gloria M. Estefan, Timothy C. Mitchell | 2                                              | Laundry Service Shakira                        |                                                |          |
| Désenchantée Kate Ryan Musik: Laurent Pierre Marie Boutonnat; Text: Mylène Jeanne Gautier | 3                                              | Blauwe ruis Bløf                               |                                                |          |
| I Need a Girl (Part One) / I Need a Girl (Part Two) P. Diddy feat. Usher & Loon / P. Diddy & Ginuwine feat. Loon, Mario Winans & Tammy Ruggeri Tijuan T. Frampton, Michael Carlos Jones, Eric K. Matlock, Chauncey Lamont Hawkins / Mario Mendell Winans, Sean Puffy Combs, Chauncey Lamont Hawkins, Michael Carlos Jones, Frankie Romano, Taurian Adonis Shropshire | 4                                              | A New Day Has Come Céline Dion                 |                                                |          |
| Complicated Avril Lavigne Lauren Christy, David Scott Alspach, Graham Edwards, Avril Ramona Lavigne | 5                                              | Swing When You’re Winning Robbie Williams      |                                                |          |
| The Tide Is High (Get the Feeling) Atomic Kitten John Kenneth Holt, Tyrone Evans, Howard Anthony Barrett, Jeremy Peter Godfrey, Bill Padley | 6                                              | The Eminem Show Eminem                         |                                                |          |
| The World’s Greatest R. Kelly Robert Sylvester Kelly | 7                                              | Freak of Nature Anastacia                      |                                                |          |
| A Little Less Conversation Elvis Presley vs. JXL Scott Davis, William Everett Strange | 8                                              | Tele-Romeo K3                                  |                                                |          |
| A Thousand Miles Vanessa Carlton | 9                                              | Mother Earth Within Temptation                 |                                                |          |
| I’m Gonna Be Alright J.Lo Ronald C. La Pread Sr., Cheryl Lorraine Cook, Jennifer Lopez, Mark Cory Rooney, Troy A. Oliver, Guy Anthony O’Brien, Michael Anthony Wright, Clifton Nathaniel Chase, Sylvia Robinson | 10                                             | Verliefd K3                                    |                                                |          |